# PEZ
Pour les articles homonymes, voir Pez (homonymie) et Candy.
 (décembre 2011).
Si vous disposez d'ouvrages ou d'articles de référence ou si vous connaissez des sites web de qualité traitant du thème abordé ici, merci de compléter l'article en donnant les références utiles à sa vérifiabilité et en les liant à la section « Notes et références ».
PEZ  est une entreprise autrichienne de confiserie dont la spécificité est le distributeur mécanique surmonté d'une figurine dans lequel le bonbon est vendu. La confiserie prend la forme d'une brique, sèche, à bords droits (15 mm de long, 8 mm de large et 5 mm de haut).
Le nom « PEZ » est constitué  à partir des lettres du début, du milieu et de la fin du mot allemand « Pfefferminz », qui signifie « menthe poivrée », le premier goût des PEZ. Les lettres du logo PEZ sont formées avec des briques PEZ de façon stylisée (14 briques dans le « P », et 15 dans chacun des « E » et « Z »). PEZ, entreprise autrichienne va exporter sa production notamment aux États-Unis ou au Japon. 

## Historique
En 1927, Eduard Haas III conçoit à Vienne un nouveau type de bonbon dont le premier distributeur n'est mis sur le marché qu'en 1949. Son nom vient du mot allemand PfeffErminZ, si on prend la première lettre, celle du milieu et la dernière du mot, on obtient PEZ.
Menthe poivrée (en allemand Pfefferminz) est le premier parfum dans lequel on vendit ces petits bonbons.  
En 1953, l’entreprise autrichienne entre sur le marché américain. En 1962, un premier contrat de licence avec Disney Enterprises est signé.

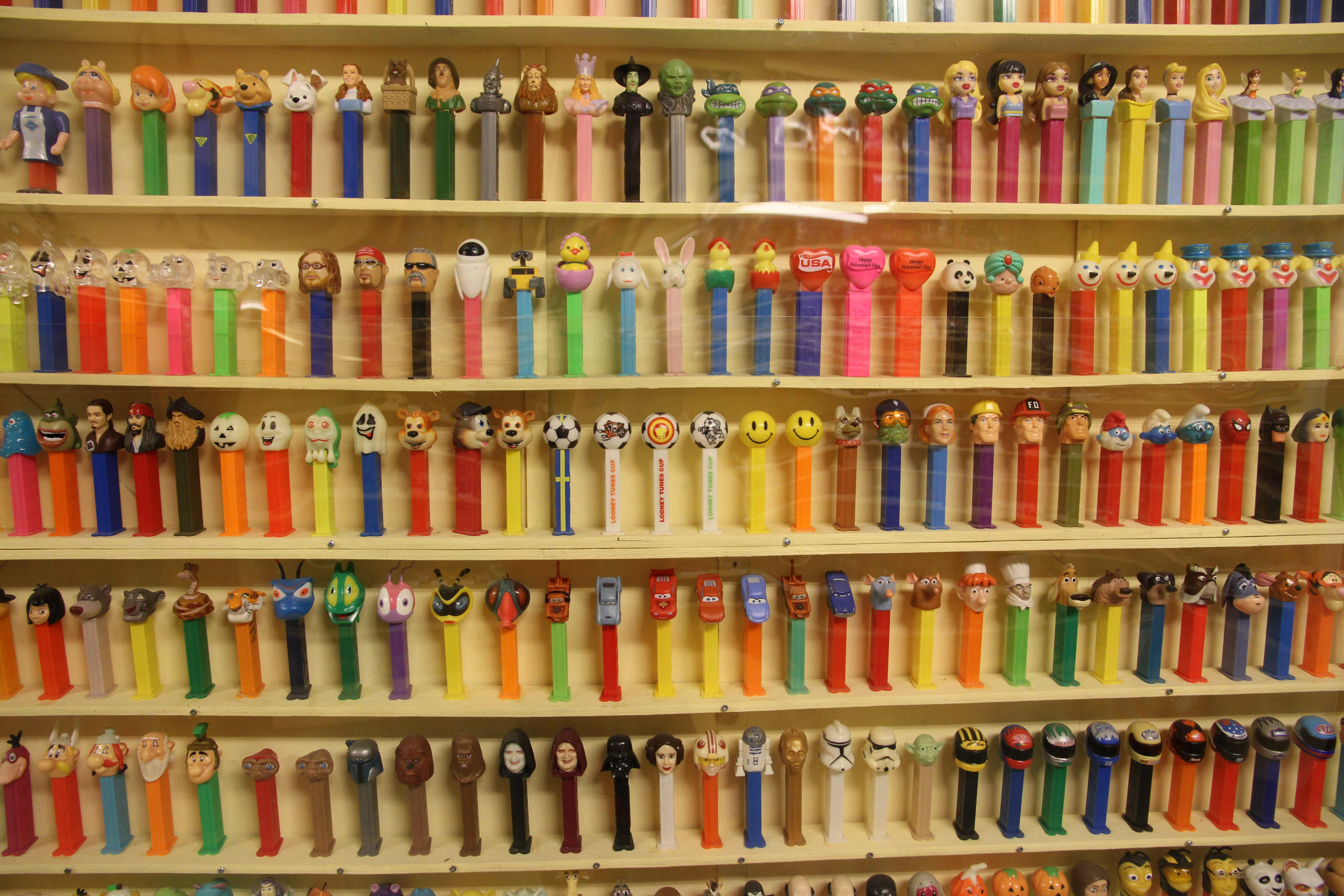
Distributeurs PEZ dans un musée à Eslöv.

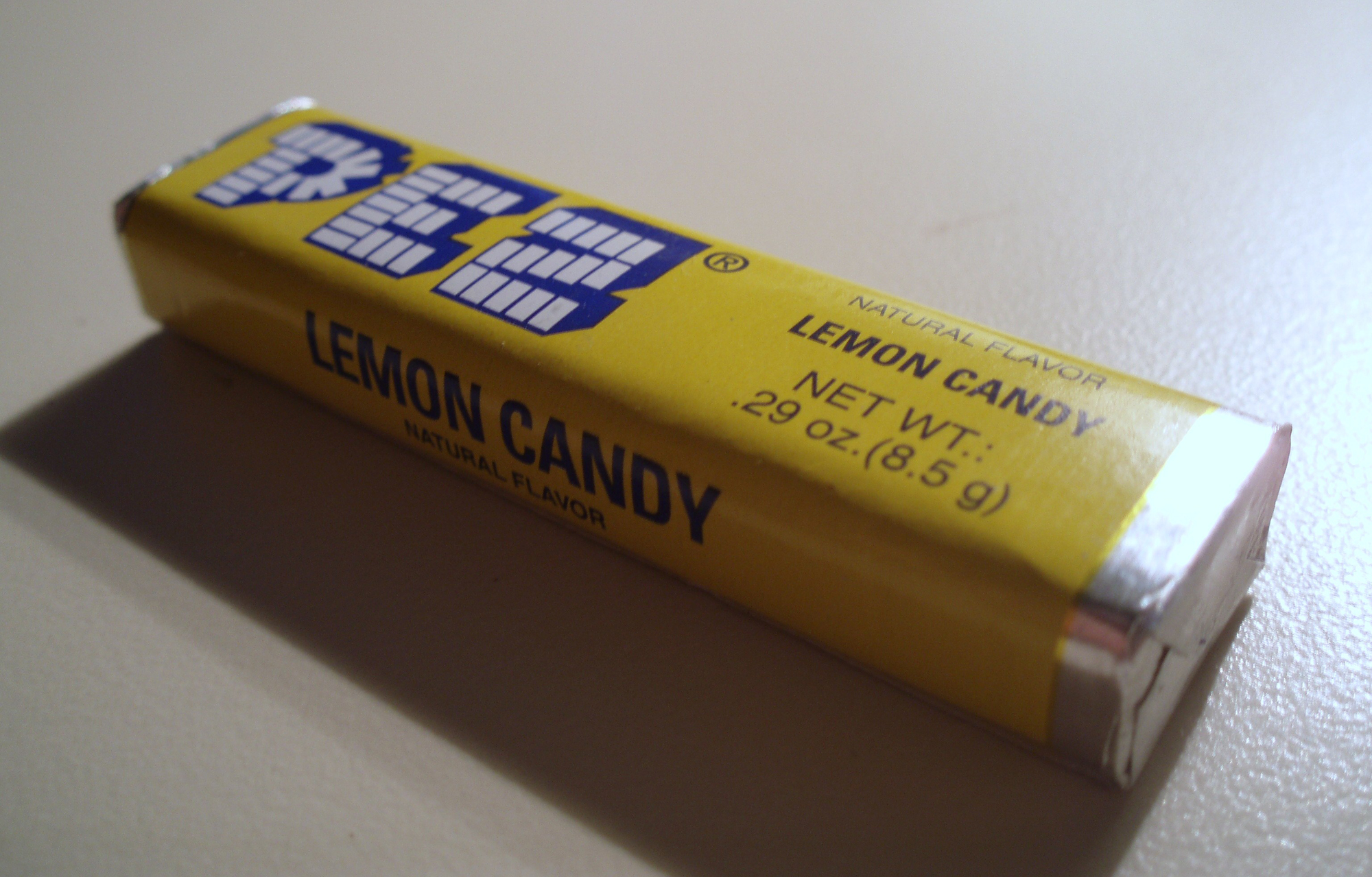
Un paquet de bonbons PEZ.

Malgré le succès mondial du distributeur de PEZ, la société se considère comme essentiellement une entreprise de confiserie, et a déclaré que plus de trois milliards de briques confiseries sont consommées chaque année dans les seuls États-Unis. Les distributeurs de PEZ font partie de la culture populaire dans de nombreux pays. Les distributeurs de PEZ sont collectionnés dans le monde entier et surtout aux États-Unis. Si, au début, les thèmes étaient très variés, aujourd'hui l'essentiel de la production des Pez est sous licence des grands studios d'animation et notamment de Disney. Les distributeurs PEZ représentent tous des personnages de films, de séries ou des dessins animés. Mais il existe des variantes régionales comme le football américain ou les voitures de la NASCAR, les fêtes américaines (Halloween, Valentine Day...) ou des séries spécifiques destinées au marché japonais.